# مجال بصر

يمكن قياس مجال الرؤية أفقياً أو رأسياً أو قطرياً.

مجال الإبصار أو مجال الرؤية للعين (بالإنجليزية: Field of view)‏ هو مدى العالم المرئي الذي يمكن رؤيته في أي لحظة. في حالة الأجهزة البصرية أو المستشعرات، يكون مجال الرؤية هو الزاوية المجسمة التي من خلالها يكون الجهاز المستشعر حساساً لكشف الإشعاع الكهرومغناطيسي.

## مجال البصر في الإنسان
مجال البصر في الإنسان يُعادل:
- 40 درجة في الاتجاه الأعلى.
- 50 درجة في اتجاه الأنف.
- 80 درجة إلى الأسفل.
- 90 درجة إلى الخارج.

يُعتبر فقد جزء من مجال الابصار أو فقدانه بشكل كامل (العمى) أحد العلامات الطبية الهامة.

## الاستشعار عن بعد
في الاستشعار عن بعد، تسمى الزاوية الصلبة التي يكون من خلالها عنصر الكاشف (مستشعر البكسل) حساساً للإشعاع الكهرومغناطيسي في أي وقت ، مجال الرؤية اللحظي أو IFOV.

## الأسباب
من أسباب فقدان جزء من مجال الرؤية:
- أورام الغدة النخامية.
- أورام العصب البصري.
- الإصابات الدماغية.
- التهابات الفجوة الكهفية (بالإنجليزية: cavernous sinus)‏.